# Loida Maritza Pérez
Loida Maritza Pérez (1963) es una autora dominicana estadounidense. Es conocida por su novela de 1999 Geographies of Home. 

## Biografía
Maritza Pérez nació en República Dominicana en 1963. El reinado de Rafael Trujillo sobre la isla había terminado dos años antes y el estatus político de la nación era incierto, lo que llevó a muchas familias a emigrar. La familia de Loida Maritza Pérez partió hacia Estados Unidos cuando ella tenía tres años, donde se establecieron en el Bronx de la ciudad de Nueva York. Creció en el Bronx y el lugar ocupa un lugar destacado en sus escritos. 

## Carrera
Maritza Pérez comenzó su carrera como escritora como estudiante universitaria en Cornell. Durante una clase autobiográfica impartida entonces por Henry Louise Gates, produjo el cuento que se convirtió en su novela Geographies of Home (1999).  También ha impartido talleres de escritura y colaborado con las publicaciones Bomb, Latina y Callaloo.  Su escritura ha sido comparada con la de otros escritores dominicanos estadounidenses de su generación, como Angie Cruz, Nelly Rosario y Junot Díaz, un grupo que a menudo se considera que sigue los pasos de la escritora Julia Álvarez.  Las obras de Loida Maritza Pérez abordan los temas del trauma intergeneracional, la diáspora, el desplazamiento y más. Ha recibido premios por su trabajo de la Fundación para las Artes de Nueva York, la beca Pauline y Henry Louis Gates, El Diario y la Fundación Ucross. 